# Vlag van Okinawa

Vlag van Okinawa (ratio 2:3)

De prefecturale vlag van Okinawa bestaat uit een wit vlak met een rood prefecturale embleem in het midden. Het prefecturale embleem bestaat uit drie cirkels. De buitenste rode cirkel stelt de zee rond Okinawa voor, de witte cirkel binnenin is de letter O voor Okinawa en de "cirkel van mensen" (wat vrede en harmonie suggereert), en de binnenste rode cirkel staat voor het ontwikkelingspotentieel van de prefectuur. De prefecturale vlag werd op 13 oktober 1972 aangenomen.

## Vorige vlaggen
Na diplomatieke besprekingen in 1969 stemden de Verenigde Staten ermee in om de prefectuur Okinawa binnen drie jaar terug te geven aan Japan. Na de ondertekening van de Okinawa Reversion Agreement in 1971 schreef de Japanse regering een openbare, landelijke wedstrijd uit voor het ontwerpen van een embleem voor de prefectuur. Er werden in totaal 186 ontwerpen ingediend. Op 24 april 1972 koos het selectiecomité voor het embleem van de prefectuur een ontwerp dat was ingediend door een man uit de prefectuur Kyoto en besloot dat het kleurenschema blauw, wit en rood zou zijn van de buitenste naar de binnenste cirkel. Het comité ontdekte echter al snel dat het gekozen ontwerp en de kleuren leken op het merk van de All Japan Kendo Federatie, en dus werd de binnenste cirkel op 9 mei veranderd van rood naar blauw. Het embleem werd zes dagen later officieel op 15 mei, toen de Riukiu-eilanden werden teruggegeven aan Japan. Op 13 oktober kondigde de prefectuurlijke overheid de goedkeuring van de prefectuurlijke vlag aan en de verandering van de blauwe cirkels van het prefectuurlijke embleem in rood.
| Vexillologisch symbool voor een buiten gebruik gestelde vlag | Vexillologisch symbool voor een buiten gebruik gestelde vlag |